# 2215 Сичуань
2215 Сичуань (2215 Sichuan) — астероїд головного поясу, відкритий 12 листопада 1964 року.
Тіссеранів параметр щодо Юпітера — 3,252.
Названо на честь найнаселенішої провінції Сичуань, що знаходиться на півдні центральної частини Китаю.